# JSDA (каталог марок)
JSDA (яп. 日本切手カタログ) — каталог почтовых марок Японии, издающийся с 1951 года. Аббревиатура JSDA восходит к английскому названию издателя Japanese Stamp Dealers’ Association.

## Описание

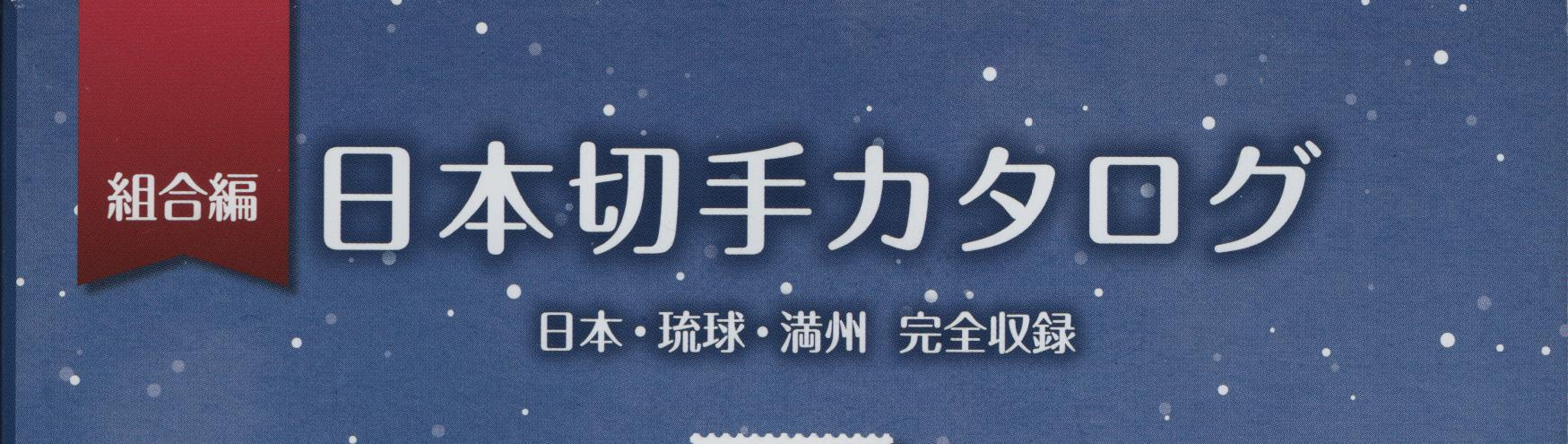
Верхняя часть первой страницы обложки каталога марок JSDA 2018 (15.07.2017)

При описании каталога приведены как японские, так и английские названия, взятые из этого каталога. Отсутствующий английский перевод может быть взят из каталога «Сакура» как более богатого на английский текст, в этом случае перевод заключен в угловые скобки. Оригинальный английский перевод стоит в квадратных скобках. Исправлены очень немногочисленные опечатки.

### Обозначения каталога

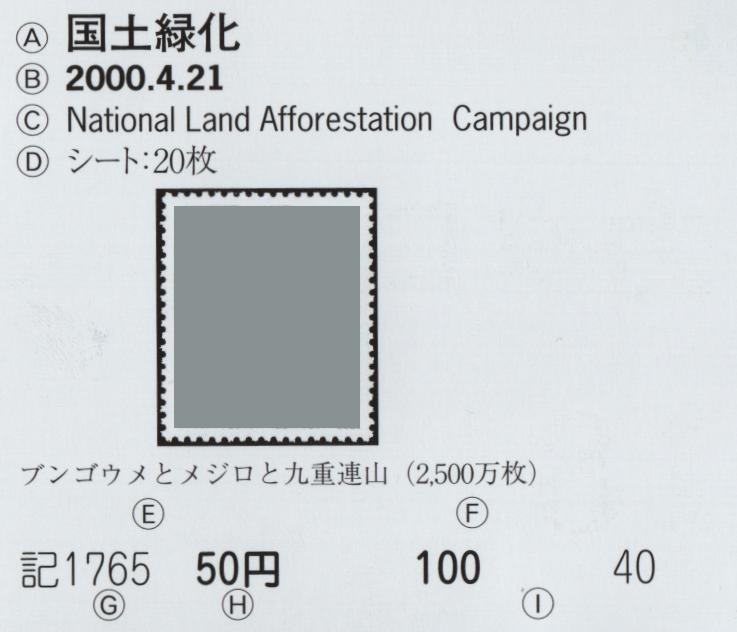
Обозначения каталога JSDA (общий пример)

Опишем обозначения каталога JSDA от Ⓐ до Ⓘ, показанные на рисунке.
Ⓐ Название марки на японском (яп. 切手名, англ. ⟨Japanese Names⟩).
Ⓑ Дата выпуска (яп. 発行年月日, англ. ⟨Date of Issue⟩).
Ⓒ Название марки на английском (яп. 英文切手名, англ. ⟨English Names⟩).
Ⓓ Конфигурация марочного листа (яп. シート構成, англ. ⟨Sheet⟩).
Ⓔ Описание рисунка марки (яп. 図柄説明, англ. ⟨Design⟩).
Ⓕ Тираж (яп. 発行数, англ. ⟨Quantity⟩).
Ⓖ Каталожный номер (яп. 額面, англ. ⟨Catalogue Number⟩).
Ⓗ Номинал (яп. 発行数, англ. ⟨Face Value⟩).
Ⓘ Оценки (яп. 評価, англ. ⟨Catalogue Values⟩).
Каталог JSDA содержит, как правило, указанный выше минимум информации о марках. В виде исключения могут быть использованы следующие сокращения.
I Перфорация
☐
(L)
(C)
II Клей
III Стоимость
IV Сувенирный почтовый блок

### Структура каталога
Структура каталога определяется через его оглавление. Особенностью японских каталогов почтовых марок является то, что их разделы верхнего уровня — тематические, и только внутри этих основных разделов выпуски почтовых марок расположены хронологически.
Еще одна особенность японских каталогов почтовых марок — специальные именования многочисленных серий марок, особенно в последние годы. Эти серии обычно продолжаются по нескольку лет и входят в структуру каталогов и оглавления. В этом смысле разделы верхнего уровня каталогов можно рассматривать как своеобразные суперсерии.
Имеющиеся семь основных разделов имеют следующие цвета:
- голубой — Коммеморативы и специальные выпуски;
- розовый — Выпуски префектур;
- жёлтый — Национальные парки;
- фиолетовый — Новогодние выпуски;
- оранжевый — Дефинитивы (стандартные выпуски);
- салатовый — Рюкю. Маньчжурия. Мэнцзян. Японские оккупационные выпуски;
- светло-коричневый — Цельные вещи[1].

Серии этого каталога совпадают с сериями каталога Сакура. Исключая вторую серию деятелей культуры (яп. 文化人), которая рассыпана на 13 ежегодных выпусков с 1992 по 2004. Марки с фотографиями и марки в рамках (яп. 写真付き・フレーム切手) находится в коммеморативах, тогда как в каталоге Сакура — в дефинитивах. Выпуски префектур (яп. ふるさと切手) также не имеют серий в виде заголовков (в непрерывном виде) — серии префектур рассыпаны.
По сравнению с японскими каталогом «Сакура» и специальным каталогом этот каталог является самым простым, иногда даже слишком: описание марок иногда небрежно. Однако только в этом каталоге марки Рюкю и Маньчжурии разделены на тематические разделы. Кроме того, английский перевод в каталоге более аккуратный.

### Структура каталога по разделам и префиксам
В таблице показана упрощенная структура каталога JSDA по разделам и префиксам. В самом каталоге структура сложнее. Например, выпуски листов марочных тетрадок не выделены в один раздел, а разбросаны по тем разделам, где они выпускались. Листы марочных тетрадок пронумерованы как обычные марки, поэтому по отношению к специализированному каталогу и каталогу «Сакура» наблюдается сдвиг номеров в сторону увеличения. Марочных тетрадок (обложек) нет совсем.
Диапазон номеров после префиксов взят в скобки, чтобы префиксы (в состав которых могут входить цифры) не путались с номерами, а также для экономии места. Кроме того, названия разделов по возможности сокращены. Строчки таблицы с разделами имеют цвет того основного раздела, к которому относятся. Поскольку принадлежность разделов теперь понятна, то заголовки основных разделов оставлены только там, где без них нельзя обойтись.
Поскольку каждый префикс присутствует только в одном основном разделе, то эта таблица является также и списком префиксов.
Пропущены пять последних выпусков буклетов 1988—1994 годов (см. структуру каталога «Сакура» по разделам и префиксам и структуру каталога JSCA по разделам и префиксам).
| Номер                                                                                   | Годы      | Название раздела |
| 記(1—)                                                                                  | 1894—     | Коммеморативы и специальные марки (яп. 記念・特殊切手, англ. Commemoratives & Special Stamps)                                |
| 不(1—4)                                                                                 | 1923      | Невыпущенные марки (яп. 不発行, англ. Unissued)                                                                              |
| 写(1—)                                                                                  | 2001—     | Марки с фотографиями, марки в рамках (яп. 写真付き・フレーム切手, англ. ⟨P-Stamp, Frame Stamp⟩)                              |
| 地(1—)                                                                                  | 1989—     | Выпуски префектур (яп. ふるさと切手, англ. Regional Stamps)                                                                  |
| 公(1—89)                                                                                | 1936—1956 | 1-я серия национальных парков (яп. 第1次国立公園シリーズ, англ. ⟨1st National Park Series⟩)                                  |
| 公(90—141)                                                                              | 1962—1974 | 2-я серия национальных парков (яп. 第2次国立公園シリーズ, англ. ⟨2nd National Park Series⟩)                                  |
| 定(1—59)                                                                                | 1958—1973 | Серия квазинациональных парков (яп. 国定公園切手, англ. Quasinational Park Stamps)                                           |
| 年(1—)                                                                                  | 1935—     | Новогодние выпуски (яп. 年賀切手, англ. New Year Greeting Stamps)                                                            |
| 1—                                                                                      | 1871—     | Дефинитивы (яп. 普通切手, англ. Regular Stamps)                                                                              |
| 空(1—37)                                                                                | 1929—1961 | Авиапочтовые выпуски (яп. 航空切手, англ. Air Mail Stamps)                                                                   |
| 帳(1—44)                                                                                | 1906—1981 | Марочные тетрадки (яп. 郵便切手帳, англ. Stamp Booklets)                                                                     |
| 朝(1—15)                                                                                | 1900      | Корея (яп. 朝鮮字入, англ. ⟨Korea, I.J.P.O.⟩)                                                                                |
| 支(1—49)                                                                                | 1900—1919 | Китай (яп. 支那字入, англ. ⟨China, I.J.P.O.⟩)                                                                                |
| 支帖(1—10)                                                                              | 1907—1914 | Китайские марочные тетрадки (яп. 支那字入切手帖, англ. Stamp Booklets for Use at Offices in China)                           |
| 軍(1—5)                                                                                 | 1910—1926 | Военные выпуски (яп. 軍事切手, англ. Military Stamps)                                                                        |
| 電(1—10)                                                                                | 1885—1890 | Телеграфные марки (яп. 電信切手, англ. Telegraph Stamps)                                                                     |
| Рюкю (яп. 琉球, англ. Ryukyus)                                                          |           | |
| 琉記(1—138)                                                                             | 1951—1972 | Коммеморативы и специальные выпуски (яп. 記念・特殊切手, англ. Commemoratives & Special Stamps)                              |
| 琉年(1—16)                                                                              | 1956—1972 | Новогодние выпуски (яп. 年賀切手, англ. New Year's Greeting Stamps)                                                          |
| 琉(1—72)                                                                                | 1948—1971 | Дефинитивы (яп. 普通切手, англ. Regular Stamps)                                                                              |
| 琉空(1—30)                                                                              | 1950—1963 | Авиапочтовые выпуски (яп. 航空切手, англ. Air Mail Stamps)                                                                   |
| 琉速1                                                                                   | 1950      | Экспресс-почта (яп. 速達切手, англ. Special Delivery Stamp)                                                                  |
| 琉不1                                                                                   | 1971      | Невыпущенная марка (яп. 不発行, англ. Unissued)                                                                              |
| Маньчжурия (яп. 満州国, англ. Manchukuo)                                                |           | |
| 満記(1—59)                                                                              | 1933—1945 | Коммеморативы (яп. 記念切手, англ. Commemorative Stamps)                                                                     |
| 満年1                                                                                   | 1937      | Новогодний выпуск (яп. 年賀切手, англ. New Year Greeting Stamp)                                                              |
| 満(1—68)                                                                                | 1932—1945 | Дефинитивы (яп. 普通切手, англ. Regular Stamps)                                                                              |
| 通(1—15)                                                                                | 1935—1944 | Для китайской почты (яп. 通郵切手, англ. For China Mail)                                                                     |
| 暫(1—13)                                                                                | 1934—1937 | Провизории (яп. 暫作切手, англ. Provisional Stamps)                                                                          |
| 満空(1—4)                                                                               | 1936—1937 | Авиапочтовые выпуски (яп. 航空切手, англ. Air Mail Stamps)                                                                   |
| 満貯(1—2)                                                                               | 1941—1945 | Почтово-сберегательные марки (яп. 貯金切手, англ. Postal Saving Stamps)                                                      |
| 満不(1—4)                                                                               | 1945      | Невыпущенные марки (яп. 不発行, англ. Unissued)                                                                              |
| Мэнцзян (яп. 蒙疆, англ. Meng Chiang)                                                   |           | |
| 蒙(1—7)                                                                                 | 1943—1944 | Мэнцзян (яп. 蒙疆, англ. Meng Chiang)                                                                                        |
| Японские оккупационные марки (яп. 日本占領地正刷切手, англ. Japanese Occupation Stamps) |           | |
| 占(1—37)                                                                                | 1942—1944 | Бирма (яп. ビルマ, англ. Burma)                                                                                              |
| 占(38—74)                                                                               | 1943—1944 | Голландская Ост-Индия (яп. 蘭領印度, англ. Dutch Indies)                                                                     |
| 占(75—76)                                                                               | 1943      | Северное Борнео (яп. 北ボルネオ, англ. North Borneo)                                                                         |
| 占(77—90)                                                                               | 1943—1944 | Малайя (яп. マライ, англ. Malaya)                                                                                            |
| 占(91—123)                                                                              | 1942—1945 | Филиппины (яп. フィリピン, англ. Philippines)                                                                                |
| 普は(1—)                                                                                | 1873—     | Стандартные маркированные почтовые карточки (яп. 普通はがき, англ. Regular Post Cards)                                       |
| 包(1—8)                                                                                 | 1851—1981 | Посылочные почтовые карточки (яп. 小包はがき, англ. Parcel Post Cards)                                                       |
| 緘(1—)                                                                                  | 1900—     | Почтовые листы (яп. 〔封緘はがき〕, англ. Letter Sheets)                                                                     |
| 記は(1—70)                                                                              | 1936—2001 | Коммеморативы почтовые карточки (яп. 記念・特殊はがき, англ. Commemorative Post Cards)                                       |
| 青は(1—33)                                                                              | 1976—2001 | Почтовые карточки Синей птицы (яп. 青い鳥はがき, англ. Blue Bird Post Cards)                                                 |
| 年は(1—)                                                                                | 1949—     | Новогодние почтовые карточки (яп. 年賀はがき, англ. New Year's Post Cards)                                                   |
| 春は(1—53)                                                                              | 1987—2002 | Поздравительные почтовые карточки (яп. 春のおよろこびはがき, англ. Congratulations Post Cards)                               |
| 暑は(1—)                                                                                | 1950—     | Летние поздравительные почтовые карточки (яп. 暑中見舞はがき, англ. Summer Greeting Postal Cards)                            |
| —                                                                                       | 1981—     | Реклама (эхо-карточки) (яп. 広告つき, англ. Advertising Post Cards)                                                          |
| — (23 шт.)                                                                              | 1985—2001 | Художественные почтовые карточки (яп. 絵入リ, англ. Pictorial Post Cards)                                                    |
| — (15 шт.)                                                                              | 1991—2001 | Художественные почтовые карточки префектур (яп. ふるさと絵はがき, англ. Local Picture Post Cards)                            |
| —                                                                                       | —         | Посылочные почтовые карточки EXPACK500 (яп. エクスパック500, англ. [EXPACK500 Parcel Post Cards])                            |
| —                                                                                       | —         | Почтовые карточки писем (яп. レターパック, англ. [Letter Pack Post Cards])                                                   |
| —                                                                                       | —         | Почтовые карточки EMS (яп. 国際スピード郵便, англ. [Express Mail Post Cards])                                                |
| —                                                                                       | —         | Почтовые карточки электронных лицензий (яп. e-センスCard, англ. [e-License Post Cards])                                      |
| —                                                                                       | —         | Умное письмо (яп. スマートレター, англ. [Smart Letter])                                                                      |
| 封(1—23)                                                                                | 1873—1949 | Маркированные конверты (яп. 郵便切手つき封筒, англ. Stamped Envelopes)                                                       |
| 帯(1—7)                                                                                 | 1872—1890 | Бандероли (яп. 郵便帯紙, англ. Wrappers)                                                                                     |
| 事は1                                                                                   | 1904      | Офисная почта (яп. 事務用はがき, англ. Civilian Official Post Cards)                                                         |
| 軍は(1—6)                                                                               | 1904—1928 | Полевая почта (яп. 軍事はがき, англ. Military Post Cards)                                                                    |
| 支は(1—12)                                                                              | 1910—1918 | Китай (надпечатка 支那) (яп. 支那字入はがき, англ. For Use in China)                                                         |
| 関は(1—7)                                                                               | 1926—1933 | Почтовые карточки Канто (яп. 関東庁はがき, англ. Kwantong District Post Cards)                                               |
| 連は(1—46)                                                                              | 1877—1994 | Международные почтовые карточки (яп. 連合はがき, англ. Foreign Mail Post Cards)                                              |
| 空簡(1—29)                                                                              | 1949—2010 | Аэрограммы (яп. 航空書簡, англ. Aerogrammes)                                                                                 |
| 絵は(1—31)                                                                              | 1902—1929 | Художественные почтовые карточки Министерства связи (яп. 逓信省発行記念絵葉書, англ. Government Issue, Pictorial Post Cards) |
| S(1—31)                                                                                 | 1951—2012 | Сувенирные почтовые карточки (яп. スーベニア・カード, англ. Souvenir Cards)                                                  |

## Структура последних изданий
Структура последних изданий составлена по каталогу 2018.

### Начало каталога
- Обозначения каталога (общий пример) (яп. カタログの見かた〈ー般的な例〉, англ. [Catalogue Entries (Typical Set)])
- О новом издании (яп. 新版カタログについて, англ. [About the New Edition])
- Оглавление на японском (яп. 目次, англ. ⟨Contents⟩)

### Коммеморативы и специальные марки
Коммеморативы и специальные марки (яп. 記念・特殊切手, англ. Commemoratives & Special Stamps)
- Деятели культуры (яп. 文化人シリーズ, англ. Cultural Leaders Series)
- 100 достопримечательностей (яп. 観光地百選シリーズ, англ. Tourist Promotion Series)
- Три пейзажа (яп. 日本三景シリーズ, англ. Famous Scenic Trio of Japan)
- Цветы (яп. 花シリーズ, англ. Flower Series)
- Олимпийские игры в Токио (яп. 東京オリンピック募金, англ. Tokyo Olympic Games Fund)
- Традиции четырех сезонов (яп. 季節の行事シリーズ, англ. Season’s Folk-Lore Series)
- Птицы (яп. 鳥シリーズ, англ. Bird Series)
- Фестивали (яп. 1964-65（お祭りシリーズ, англ. Festival Series)
- Обитатели моря (яп. 魚介シリーズ, англ. Fish and Shell Series)
- Знаменитые сады (яп. 名園シリーズ, англ. Famous Park Series)
- Национальные сокровища. 1-я серия (яп. 第1次国宝シリーズ, англ. 1st National Treasures Series)
- Традиционное японское искусство (яп. 古典芸能シリーズ, англ. Classic Art Series)
- Народные сказки (яп. 昔ばなしシリーズ, англ. Japanese Folktale Series)
- Охрана природы (яп. 自然保護シリーズ, англ. Nature Conservation Series)
- Паровозы (яп. SLシリーズ, англ. Steam Locomotive Series)
- Суда (яп. 船シリーズ, англ. Ship Series)
- Национальные сокровища. 2-я серия (яп. 第2次国宝シリーズ, англ. 2nd National Treasures Series)
- Сумо (яп. 相撲絵シリーズ 全5集, англ. Sumo Picture Series)
- Современное искусство Японии (яп. 近代美術シリーズ, англ. Modern Japanese Art Series)
- Японская песня (яп. 日本の歌シリーズ, англ. Japanese Song Series)
- Современная архитектура в западном стиле (яп. 近代洋風建築シリーズ, англ. Modern Western-Style Architecture Series)
- Вымирающие местные птицы (яп. 特殊鳥類シリーズ, англ. Bird in Danger of Extinction Series)
- Альпийские растения (яп. 高山植物シリーズ, англ. Alpine Plants Series)
- Традиционные искусства и ремёсла. 1-я серия (яп. 第1次伝統的工芸品シリーズ, англ. 1st Traditional Craft Products Series)
- Насекомые (яп. 昆虫シリーズ, англ. Insect Series)
- По тропинкам севера (путевой дневник Мацуо Басё) (яп. 奥の細道シリーズ, англ. Oku-no-Hosomichi Series)
- Национальные сокровища. 3-я серия (яп. 第3次国宝シリーズ, англ. 3rd National Treasures Series)
- Электровозы (яп. 電気機関車シリーズ, англ. Electric Locomotive Series)
- Лошади и культура (яп. 馬と文化シリーズ, англ. Horse and Culture Series)
- Кабуки (яп. 歌舞伎シリーズ, англ. Kabuki Series)
- Береговые птицы (яп. 水辺の鳥シリーズ, англ. Birds at the Water's Edge Series)
- Цветы четырех сезонов (яп. 四季の花シリーズ 全4集, англ. Flowers of Four Seasons Series)
- История почты и почтовых марок (яп. 郵便切手の歩みシリーズ, англ. The History of Postage Stamps Series)
- Всемирное наследие. 1-я серия (яп. 第1次世界遺産シリーズ, англ. 1st World Heritage Series)
- 50 лет после войны (яп. 戦後50年メモリアルシリーズ, англ. 50 Post-War Memorable Years Series)
- Моя любимая песня (яп. わたしの愛唱歌シリーズ, англ. My Favorite Songs Series)
- Традиционный японский дом (яп. 日本の民家シリーズ, англ. Traditional Japanese Houses Series)
- XX век (яп. 20世紀デザイン切手シリーズ, англ. 20th Century Museum Series)
- Всемирное наследие. 2-я серия (яп. 第2次世界遺産シリーズ, англ. 2nd World Heritage Series)
- 400-летие Сёгуната Эдо (яп. 江戸開府400年シリーズ, англ. The 400th Anniversary of the Edo Shogunate Series)
- Наука и технология в аниме. Герой и героиня (яп. 科学技術とアニメ・ヒーロー・ヒロインシリーズ, англ. Science and Technology and Animation Hero and Heroine Series)
- Аниме. Герой и героиня (яп. アニメ・ヒーロー・ヒロインシリーズ, англ. Animation Hero and Heroine Series)
- Всемирное наследие. 3-я серия (яп. 第3次世界遺産シリーズ, англ. 3rd World Heritage Series)
- Созвездия (метод декаля) (яп. 星座シリーズ（シール式）, англ. Constellation Series)
- Гармония в природе (яп. 自然との共生シリーズ, англ. Harmony with Nature Series)
- Горы Японии (яп. 日本の山岳シリーズ, англ. Japanese Mountains Series)
- Память о сезонах (яп. 季節のおもいでシリーズ, англ. Season's Memories in My Heart Series)
- Укиё-э (яп. 浮世絵シリーズ, англ. Ukiyoe Series)
- Традиционные искусства и ремёсла. 2-я серия (яп. 第2次伝統的工芸品シリーズ, англ. 2st Japanese Traditional Craft Series)
- Всемирное наследие за границей (яп. 海外の世界遺産シリーズ, англ. Overseas World Heritage Series)
- Овощи и фрукты (яп. 野菜とくだものシリーズ, англ. Vegetables & Fruits Series)
- Приятные животные (метод декаля) (яп. ほっとする動物シリーズ（シール式）, англ. Heartwarming Animal Scene Series)
- Железные дороги (яп. 鉄道シリーズ, англ. Railroad Series)
- Японские замки (яп. 日本の城シリーズ, англ. Japanese Castle Series)
- Цветы омотэнаси (гостеприимства) (яп. おもてなしの花シリーズ, англ. “Omotenashi” (Hospitality) Flowers Series)
- Звездные истории (моногатари) (метод декаля) (яп. 星の物語シリーズ（シール式）, англ. Tales from Stars Series)
- Сокровища Сёсоин (яп. 正倉院の宝物シリーズ, англ. The Treasures of the Shoso-in Series)
- Ностальгия по изображениям детей (яп. 童画のノスタルジーシリーズ, англ. Nostalgia of Pictures for Children Series)
- Животные-фамилиары (яп. 身近な動物シリーズ, англ. Familiar Animal Series)
- Японская культура питания (яп. 和の食文化シリーズ, англ. Traditional Dietary Culture of Japan Series)
- Ночная Япония (яп. 日本の夜食景シリーズ, англ. Japanese Night View Series)
- Японская архитектура (яп. 日本の建築シリーズ, англ. Japanese Architecture Series)
- Японский дизайн (метод декаля) (яп. 和の文様シリーズ（シール式）, англ. Traditional Japanese Design Series)
- Мое путешествие (метод декаля) (яп. My旅切手シリーズ（シール式）, англ. My Journey Stamp Series)
- Памятники природы (яп. 天然記念物シリーズ（シール式）, англ. Natural Monument Series)
- Жизнь моря (метод декаля) (яп. 海のいきものシリーズ, англ. Sea Life Series)
- Издательский план (2017—2018) (яп. 記念・特殊切手発行予定, англ. [Publishing Plan (2017–2018)])
- Марки с фотографиями, марки в рамках (яп. 写真付き・フレーム切手, англ. ⟨P-Stamp, Frame Stamp⟩)
- Таблица христианских и японских дат и шестидесятилетнего цикла (яп. 干支つき西暦対照早見表, англ. [Christian and Japanese Date, and Sexagenary Cycle Table])

### Выпуски префектур
Выпуски префектур (яп. ふるさと切手, англ. Regional Stamps)

### Национальные парки
Национальные парки (яп. 国立公園切手, англ. National Park Stamps)
- 1-я серия национальных парков (яп. 第1次国立公園シリーズ, англ. ⟨1st National Park Series⟩)
- 2-я серия национальных парков (яп. 第2次国立公園シリーズ, англ. ⟨2nd National Park Series⟩)
- Серия квазинациональных парков (яп. 国定公園切手, англ. Quasinational Park Stamps)

### Новогодние выпуски
Новогодние выпуски (яп. 年賀切手, англ. New Year Greeting Stamps)
- Таблица христианских и японских дат и шестидесятилетнего цикла (яп. 干支つき西暦対照早見表, англ. [Christian and Japanese Date, and Sexagenary Cycle Table])

### Дефинитивы
Дефинитивы (яп. 普通切手, англ. Regular Stamps)
- Ручная гравировка (яп. 手彫切手, англ. Hand Engraved Stamps)
- Оценка листов дефинитивов (яп. 普通切手シート評価, англ. [Regular Stamps Sheet Estimations])
- Цветовые метки на полях стандартных марок (яп. 普通切手カラーマーク, англ. Colour Mark of Regular Stamps)
- Надписи на полях стандартных марок (яп. 普通切手銘版, англ. Regular Stamps [Sheet Inscriptions])
- Авиапочтовые выпуски (яп. 航空切手, англ. Air Mail Stamps)
- Оценка листов авиапочтовых выпусков (яп. 航空切手シート評価, англ. [Air Mail Stamps Sheet Estimations])
- Марочные тетрадки (яп. 郵便切手帳, англ. Stamp Booklets)
- Почта за границей (яп. 在外地局切手, англ. Post Offices in Abroad)
  - Корея (яп. 朝鮮字入, англ. ⟨Korea, I.J.P.O.⟩)
  - Китай (яп. 支那字入, англ. ⟨China, I.J.P.O.⟩)
- Китайские марочные тетрадки (яп. 支那字入切手帖, англ. Stamp Booklets for Use at Offices in China)
- Военные выпуски[англ.] (яп. 軍事切手, англ. Military Stamps)
- Телеграфные марки (яп. 電信切手, англ. Telegraph Stamps)

### Рюкю
Рюкю (яп. 琉球, англ. Ryukyus)
- Коммеморативы и специальные выпуски (яп. 記念・特殊切手, англ. Commemoratives & Special Stamps)
- Новогодние выпуски (яп. 年賀切手, англ. New Year's Greeting Stamps)
- Дефинитивы (яп. 普通切手, англ. Regular Stamps)
- Авиапочтовые выпуски (яп. 航空切手, англ. Air Mail Stamps)
- Оценка листов дефинитивов (яп. 普通切手シート評価, англ. [Regular Stamps Sheet Estimations])
- Оценка листов авиапочтовых выпусков (яп. 航空切手シート評価, англ. [Air Mail Stamps Sheet Estimations])

### Маньчжурия
Маньчжурия (яп. 満州国, англ. Manchukuo)
- Коммеморативы (яп. 記念切手, англ. Commemorative Stamps)
- Новогодний выпуск (яп. 年賀切手, англ. New Year Greeting Stamp)
- Дефинитивы (яп. 普通切手, англ. Regular Stamps)
- Для китайской почты (яп. 通郵切手, англ. For China Mail)
- Провизории (яп. 暫作切手, англ. Provisional Stamps)
- Авиапочтовые выпуски (яп. 航空切手, англ. Air Mail Stamps)

### Мэнцзян
Мэнцзян (яп. 蒙疆, англ. Meng Chiang)

### Японские оккупационные марки
Японские оккупационные марки (яп. 日本占領地正刷切手, англ. Japanese Occupation Stamps)
- Бирма (яп. ビルマ, англ. Burma)
- Голландская Ост-Индия (яп. 蘭領印度, англ. Dutch Indies)
- Северное Борнео (яп. 北ボルネオ, англ. North Borneo)
- Малайя (яп. マライ, англ. Malaya)
- Филиппины (яп. フィリピン, англ. Philippines)

### Цельные вещи
Цельные вещи (яп. 日本の郵便はがき類, англ. Postal Stationery)
- Стандартные маркированные почтовые карточки (яп. 普通はがき, англ. Regular Post Cards)
- Посылочные почтовые карточки (яп. 小包はがき, англ. Parcel Post Cards)
- Почтовые листы (яп. 〔封緘はがき〕, англ. Letter Sheets)
- Коммеморативные почтовые карточки (яп. 記念・特殊はがき, англ. Commemorative Post Cards)
- Почтовые карточки Синей птицы (яп. 青い鳥はがき, англ. Blue Bird Post Cards)
- Новогодние почтовые карточки (яп. 年賀はがき, англ. New Year's Post Cards)
- Поздравительные почтовые карточки (яп. 春のおよろこびはがき, англ. Congratulations Post Cards)
- Летние поздравительные почтовые карточки (яп. 暑中見舞はがき, англ. Summer Greeting Postal Cards)
- Реклама (эхо-карточки) (яп. 広告つき, англ. Advertising Post Cards)
- Художественные почтовые карточки (яп. 絵入リ, англ. Pictorial Post Cards)
- Художественные почтовые карточки префектур (яп. ふるさと絵はがき, англ. Local Picture Post Cards)
- Посылочные почтовые карточки EXPACK500 (яп. エクスパック500, англ. [EXPACK500 Parcel Post Cards])
- Почтовые карточки писем (яп. レターパック, англ. [Letter Pack Post Cards])
- Почтовые карточки EMS (яп. 国際スピード郵便, англ. [Express Mail Post Cards])
- Почтовые карточки электронных лицензий (яп. e-センスCard, англ. [e-License Post Cards])
- Умное письмо (яп. スマートレター, англ. [Smart Letter])
- Маркированные конверты (яп. 郵便切手つき封筒, англ. Stamped Envelopes)
- Бандероли (яп. 郵便帯紙, англ. Wrappers)
- Офисная почта (яп. 事務用はがき, англ. Civilian Official Post Cards)
- Полевая почта (яп. 軍事はがき, англ. Military Post Cards)
- Китай (надпечатка 支那) (яп. 支那字入はがき, англ. For Use in China)
- Почтовые карточки Канто (яп. 関東庁はがき, англ. Kwantong District Post Cards)
- Международные почтовые карточки (яп. 連合はがき, англ. Foreign Mail Post Cards)
- Аэрограммы (яп. 航空書簡, англ. Aerogrammes)
- Художественные почтовые карточки Министерства связи (яп. 逓信省発行記念絵葉書, англ. Government Issue, Pictorial Post Cards)
- Сувенирные почтовые карточки (яп. スーベニア・カード, англ. Souvenir Cards)

### Конец каталога
- Таблица христианских и японских дат и шестидесятилетнего цикла (яп. 干支つき西暦対照早見表, англ. [Christian and Japanese Date, and Sexagenary Cycle Table])
- Водяные знаки (яп. 日本切手のすかし, англ. [Watermarks])
- Объяснение сокращений (яп. 略号説明, англ. Notes on Symbols)
- Зубцемер (яп. 目打ゲ一ジ, англ. [Perforation gauge])